# ناحیه کلی، میشیگان
ناحیه کلی (به انگلیسی: Clay Township) یک منطقهٔ مسکونی در ایالات متحده آمریکا است که در شهرستان سنت کلیر، میشیگان واقع شده‌است. ناحیه کلی ۲۱۳٫۷ کیلومتر مربع مساحت و ۹٬۰۶۶ نفر جمعیت دارد و ۱۷۶ متر بالاتر از سطح دریا واقع شده‌است.